# Gliese 317 b
Gliese 317 b es un planeta extrasolar situado a aproximadamente 30 años luz de distancia en la constelación de Brújula. El descubrimiento fue anunciado en julio de 2007. Orbita la enana roja Gliese 317. Es un gigante gaseoso que orbita a un 95% de la distancia entre la Tierra y el Sol. A pesar de eso, necesita 1,9 años para dar la vuelta, debido a la baja velocidad orbital de 14,82 km/s.